# Palais archiépiscopal d'Aix-en-Provence

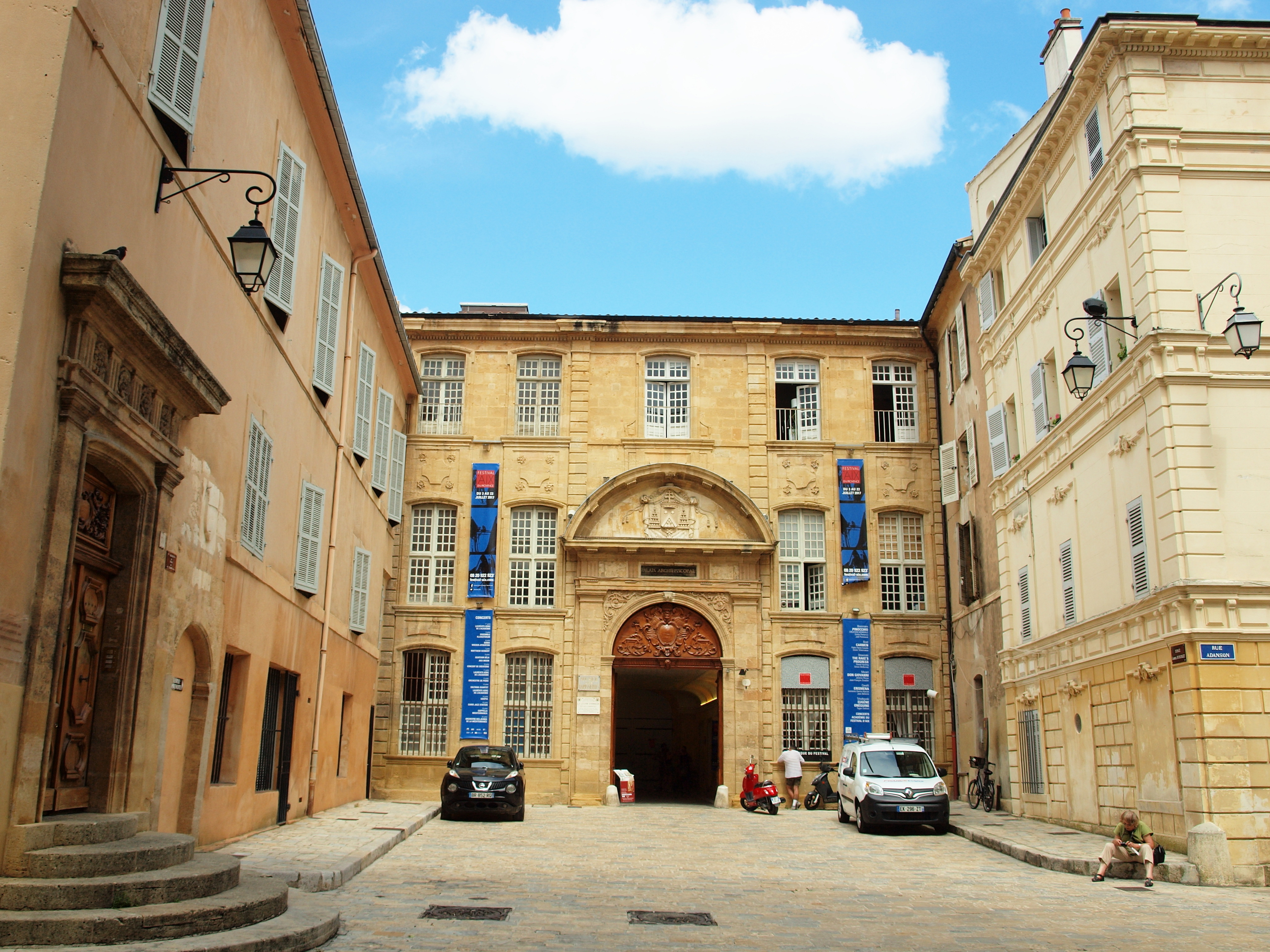
Entrée principale (juin 2017).

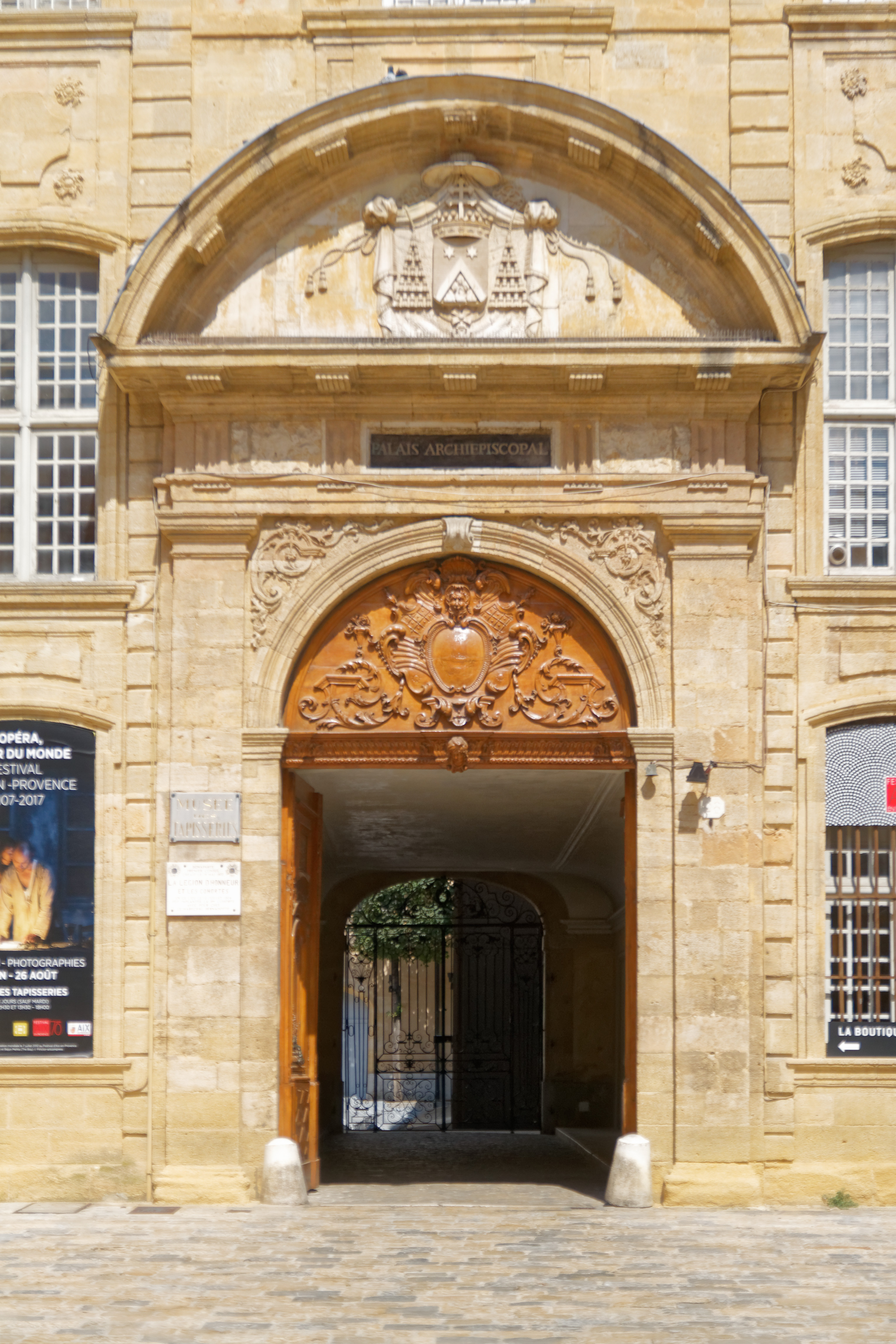
Portail principal, montrant les armes de Mgr de Bausset-Roquefort gravées dans la pierre (1817).

Le Palais Archiépiscopal d'Aix, plus couramment appelé Palais de l'Archevêché, ou ancien évéché par les Aixois, est l'un des 19 palais archiépiscopaux de France.
Achevé dans sa forme actuelle au XVIIIe siècle, il abrite la plus haute institution de l'Église catholique romaine en Provence, sous l'ancien régime. Les bâtiments actuels ont été construits entre 1650 et 1730.

## Historique

### Antiquité

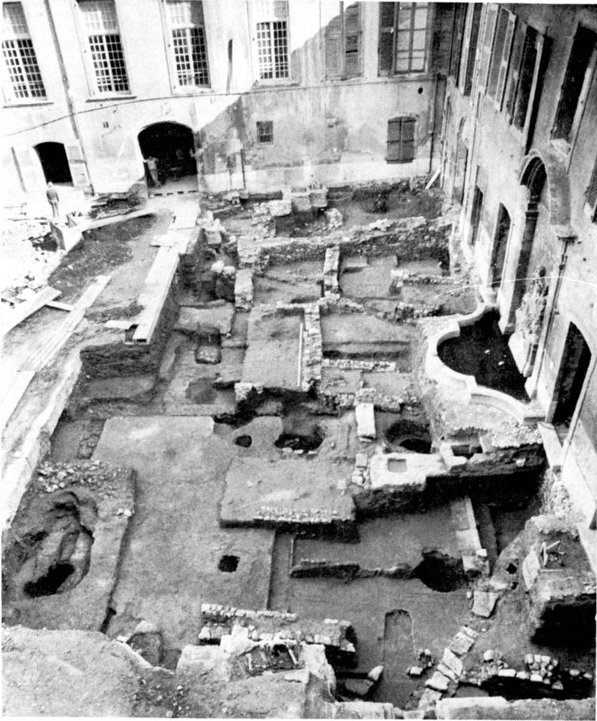
Fouilles du Palais de l'Archevêché d'Aix, 1984-85. Vue générale des fouilles prise de l'Ouest. À droite le mur des écuries et sa fontaine. On y voit au pied des bétons antiques perforés par des silos, ainsi que des butte-témoins des réoccupation médiévales.

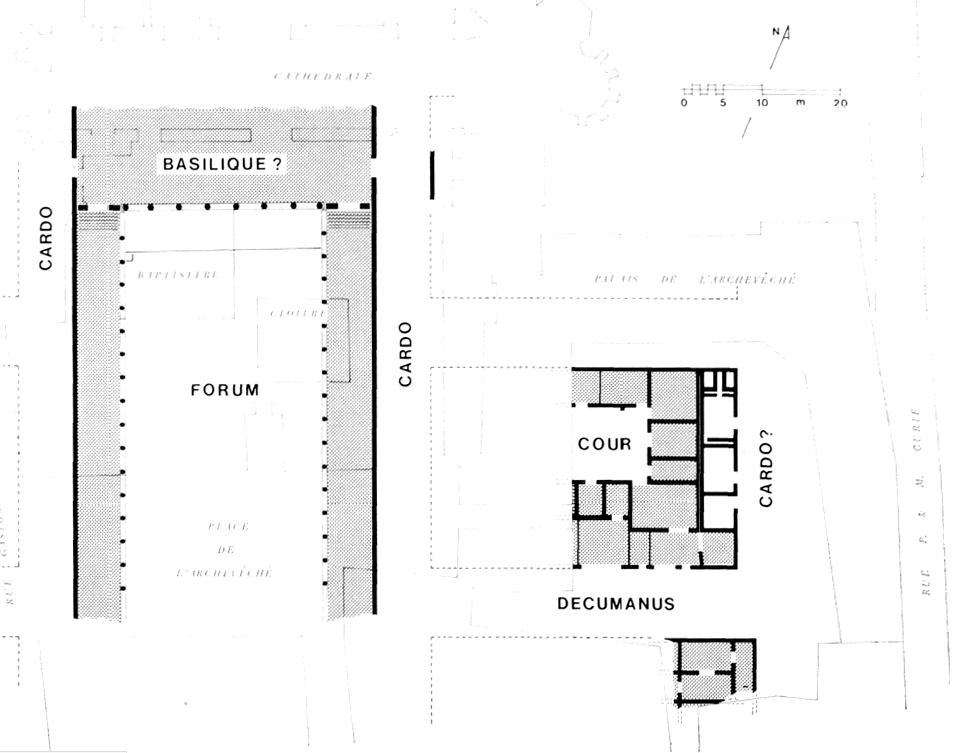
Plan général reconstitué (selon les fouilles de 1984-85) du quartier de l'Archevêché à la fin du

Le site de l'Archevêché a été occupé pendant au moins les deux derniers millénaires. En attestent, des fouilles archéologiques menées dans la cour du Palais au moment de la rénovation du théâtre du Festival d'Aix en 1984-1985.
Les murs de deux insulæ (immeubles romains) y sont trouvés, environ 80 cm à 2 m sous terre. Ces bâtiments auraient peut-être eu des fonctions militaires, si l'on situe une portion du rempart antique à la rue Pierre-et Marie-Curie adjacente.

### Moyen Âge et Renaissance
Lorsque s’élève la nouvelle cathédrale Saint-Sauveur au XIe siècle, les évêques d'Aix gardent tout d'abord leur palais près de la vieille cathédrale de la Seds. Ce n'est qu'au XIVe siècle qu'ils font construire leur palais épiscopal à cet emplacement. Commencé en 1338 par Arnaud de Barchesio, les évêques ont successivement agrandi le palais au cours des siècles.
L'aile est fut construite par Robert Damiani en 1447.
Les visites royales s'y succèdent à partir du XVIe siècle. Charles IX y vient en octobre 1564, Catherine de Médicis en juin 1579, Louis XIII en novembre 1622 (deux fois) ; c'est au cours de cette seconde visite que ce dernier aurait dit : « À Arles, on m'a reçu comme un gentilhomme, à Marseille comme un roi, à Aix comme un Dieu. » Anne d'Autriche y passe en 1660 avec le jeune Louis XIV et toute la cour.

### Époque moderne
À la fin de la période baroque, forts de leur pouvoir ecclésiastique et politique dans la ville, les archévèques, véritables princes de l'Église et ambassadeurs de la politique du Vatican, se devaient d’avoir une résidence digne de leur rang. Ils confient cette réalisation (1650- 1730) à l’architecte Laurent Vallon qui lui donne le faste souhaité. 
Les travaux continuent donc de plus belle: l'aile nord fut fondée par le cardinal de Grimaldi en 1648 sur une galerie aménagée par le cardinal de Richelieu en 1624. Les plans et murs principaux du palais actuel datent d'ailleurs de 1648. 
La façade Ouest est achevée en 1715 avec son portail colossal, elle est fermée par une belle porte dont le décor d’un goût très parisien est attribué au sculpteur toulonnais Toro. En 1770 monseigneur Raymond de Boisgelin devient archevêque d’Aix. Son action sur le plan culturel comme politique a permis un temps de paix et de développement méconnu par les Aixois. En effet, il est transféré à l'archevêché d'Aix le 4 novembre 1770 et se signale par sa bienfaisance lors d'une disette dont Aix-en-Provence souffre en 1772: il obtient de Terray, contrôleur général des finances, le droit d'importer du blé afin que les Aixois ne souffrent pas trop de famine. Quelques années plus tard, lors de la révolution, il est député du clergé de la sénéchaussée d'Aix aux États généraux. Il vote alors l'abolition des privilèges et l'égale répartition de l'impôt mais défend le droit de propriété du clergé. Il préside l'assemblée du 23 novembre au 4 décembre 1789, et propose de la part du clergé une donation de 400 millions de livres au trésor public en signe de bonne volonté. Il a ainsi largement contribué à faire d'Aix une des capitales régionales les plus paisibles durant ces temps troublés.
Les armes qui surmontent le portail sont celles de Mgr de Bausset-Roquefort (archevêque en 1817).
Classé Monument Historique en 1942, ce palais abrite le musée des Tapisseries et permet de découvrir une riche collection de tapisseries des XVIIe et XVIIIe siècles. Le musée propose également une section consacrée aux Arts du spectacle illustrés par des maquettes, costumes, décors et documents sur l’histoire du Festival d’Art Lyrique.

## Architecture
Pour l'ensemble du bâtiment visible, c'est la pierre de Bibémus, au teint caractéristique de l'architecture aixoise des XVIIe et XVIIIe siècles, qui fut utilisée. 
Au nord-est l’originalité du grand escalier à double révolution (datant de 1670) vient de sa composition inédite en diagonale.

## Musée du Palais (ancien Musée des tapisseries)
Créé en 1909, aujourd'hui labellisé Musées de France, le Musée du Palais, ancien Musée des tapisseries, est installé au 1er étage dans les salons d'apparats.
La collection, constituée de tapisseries des XVIIe et XVIIIe siècles, est composée de trois suites: "Les Grotesques", inspiré de Jean Bérain, "L'histoire de Don Quichotte", d'après Natoire et "Les jeux russiens", d'après Leprince.
Le premier groupe de tapisseries est composé de 6 pièces: les Grotesques, d'après les cartons du peintre Jean-Baptiste Monnoyer qui s'inspire du décorateur et dessinateur Jean Bérain. Ces tentures réalisées vers 1680, dominées par des tons orangés, ont servi comme décors de théâtre.
L'histoire de Don Quichotte est réalisée d'après les cartons de Charles-Joseph Natoire, entre 1735 et 1745. C'est un exemplaire unique, le seul existant dans le monde. 
Les scènes sont les suivantes : la princesse de Micomicon, Dulcinée, le chevalier des miroirs, la caverne de Montesinos, Don Quichotte rencontrant la duchesse, Don Quichotte reçu chez la duchesse est désarmé par ses dames de compagnies, le départ de Sancho pour l'Ile de Barataria, Sancho et la marchande de noisettes, le repas de Sancho à Barataria.
Un certain Pierre Griniod d'Orsay a commandé ces tentures pour décorer un de ses hôtels particuliers parisiens. Jusqu'à la Révolution, elles se trouvent dans l'ancien château d'Orsay.
Les Jeux Russiens (1770) sont créés d'après les cartons du peintre Jean-Baptiste Leprince. La Russie est un sujet pictural à la mode au XVIIIe siècle, on a donc ici des scènes champêtres avec des bohémiens qui dansent, qui déjeunent, et des dénicheurs d'oiseaux.
Les collections du musée se sont enrichies successivement à partir des années 70 d'un fonds d'art textile, d'un fonds d'art contemporain (Cane, Buraglio, Bioulès, Surian, Garanjoud etc.) et d'un fonds d'art du spectacle en lien avec la mémoire du Festival d'art lyrique.
Cette thématique constitue désormais l'orientation principale du musée, dans la perspective de création d'une "Maison de l'opéra" destinée à accueillir les collections patrimoniales d'art lyrique de la ville d'Aix (décors, costumes, maquettes...) issues du Festival d'art lyrique et du théâtre du Jeu de Paume.